# Lisa Maria Spark
Lisa Maria Spark (Trostberg, 7 de mayo de 2000) es una deportista alemana que compite en biatlón. Ganó dos medallas en el Campeonato Europeo de Biatlón de 2023, oro en la prueba individual y plata en el relevo mixto.

## Palmarés internacional
| Campeonato Europeo | Campeonato Europeo  | Campeonato Europeo | Campeonato Europeo |
| Año                | Lugar               | Medalla            | Prueba             |
| ------------------ | ------------------- | ------------------ | ------------------ |
| 2023               | Lenzerheide (Suiza) | Medalla de oro     | Individual         |
| 2023               | Lenzerheide (Suiza) | Medalla de plata   | Relevo mixto       |